# David Brockhoff
Pour les articles homonymes, voir Brockhoff.
Pas d'image ? Cliquez ici

a Compétitions nationales et continentales officielles uniquement.

b Matchs officiels uniquement.
John David Brockhoff, né le 8 juillet 1928 à Sydney et mort le 17 juin 2011, est un joueur puis entraîneur de rugby à XV australien. Il joue pour l'équipe d'Australie de 1949 à 1953 évoluant au poste de troisième ligne aile.

## Biographie

### Carrière de joueur
Né à Sydney, il fait des études au The Scots College jouant au sein de l'équipe de rugby de l'établissement puis, il continue ses études à l'Université de Sydney[réf. nécessaire]. De 1948 à 1955, il joue 95 matches pour son université avant de rejoindre les rangs de l'Eastern Suburbs Rugby Union Football Club[réf. nécessaire]. En 1949, il fait ses débuts avec le XV d'Australie. Il porte le maillot des Wallabies à huit reprises, jusqu'en 1953, inscrivant six points. Il participe également aux tournées des Wallabies au Royaume-Uni et en Afrique du Sud.

### Carrière d'entraîneur
Après avoir joué pour l'Eastern Suburbs Rugby Union Football Club jusqu'en 1961 il devient entraîneur de cette équipe en 1963. Il entraînera par la suite l'équipe de New South Wales Waratahs trois fois : en 1970-71, 1973–74 et 1978. Il est nommé sélectionneur du XV d'Australie en 1974 et occupera ce poste jusqu'en 1979. 